# ZANU–PF
Afrički nacionalni savez Zimbabvea – Patriotska fronta (engleski: The Zimbabwe African National Union – Patriotic Front, shona: Sangano reZimbabwe reKubatanidzwa kweVana veAfrica – Bato rePatriotic), poznatija po skraćenici ZANU–PF je politička stranka koja je na vlasti u Zimbabveu, od ukidanja kolonijalne vlasti 1980. godine. Stranku je godinama vodio Robert Mugabe, prvo kao premijer neovisnog Zimbabvea do 1987. godine, a zatim i kao predsjednik zemlje nakon ujedinjenja s glavnim protivnikom, Afričkim narodnim savezom Zimbabvea ZAPU. Mugabe je uklonjen sa vlasti 2017. godine kada je prestao biti i vođa ZANU-a.
Savez su 1967. godine osnovali neki od vođa oslobodilačkog pokreta Zimbabvea koji su bili nezadovoljni dotadašnjom politikom ZAPU-a. U razdoblju oslobodilačkog rata vojno krilo ZANU-a postalo je uz vojno krilo ZAPU-a jedno od vodeća dva pokreta oružana otpora u zemlji. 1976. godine dva su pokreta oformila nominalno ujedinjenu Patriotsku frontu koja je na vlast došla padom međunarodno nepriznate Rodezije, vlasti bjelačke manjine. U tom je razdoblju ZANU pokazivala komunističke simpatije i orijentaciju, ali je nasuprot pokretu ZAPU kojega je podržavao Sovjetski Savez, ZANU surađivao i primao podršku od Kine i nekih drugih zemalja uključujući SFR Jugoslaviju.
ZANU je na izborima 2008. godine prvi put izgubio apsulutnu većinu u Parlamentu Zimbabvea te je bio primoran na stvaranje nestabilne koalicijske vlade sa Pokretom za demokratske promjene – Tsvangirai (MDC). Ta je koalicija ipak potrajala do 2013. godine kada je ZANU ponovno osvojio dvotrećinsku većinu u parlamentu. Stranka je uz određene gubitke zadržala tu većinu i na izborima 2018. godine. 19. studenog 2017. godine, nakon državnog udara, ZANU-PF je smijenio Roberta Mugabea sa čela stranke, a na njegovo je mjesto došao njegov dotadašnji zamjenik Emmerson Mnangagwa.

## Povijest

### Razdoblje prije osnivanja ZANU-a (1955–1963)
Prva militantna afrička nacionalistička organizacija u Južnoj Rodeziji koju su osnovali James Chikerema, Dunduzu Chisiza, George Nyandoro i Edson Sithole bila je Gradska omladinska liga (City Youth League CYL) koja je u kolovozu 1955. godine osnovana u Salisburyju (današnji Harare). 12. rujna 1957. CYL je ujedinjena sa znatno ranije osnovanim ali pretežito neaktivnim ogrankom Afričkog nacionalnog kongresa (ANC) u Južnoj Rodeziji čime je nastao Južnorodezijski afrički nacionalni kongres (SRANC). Nova organizacija usvojila je temeljna načela CYL kao i zalaganje za načelo „jedan čovjek, jedan glas” te je kao svog predsjednika izabrala Joshuu Nkoma. SRANC koji se zalagao za prijenos političke vlasti na obespravljenu crnačku većinu stekao je široku potporu u cijeloj zemlji, ali su mu u veljači 1959. godine južnorodezijske vlasti zabranile daljnji rad. Kao odgovor, 1. siječnja 1960. godine osnovana je Nacionalna demokratska partija (NDP). NDP se zalagao za slične ciljeve te je i njoj rad zabranjen u prosincu 1961. godine. Istog je mjeseca Nkomo osnovao Afrički narodni savez Zimbabvea ZAPU kao organizaciju sa istim ciljevima i taktikama kao i prethodno zabranjene organizacije. U rujnu 1962. godine, u kontekstu rastućeg nezadovoljstva i nemira u velikim gradovima, ZAPU je zabranjen a njegovi su lideri privedeni. Donijet je i kolonijalni Zakon protiv nezakonitog organiziranja s namjerom da se spriječi daljnje pokušaje obnove rada ZAPU-a pod različitim nazivom.

### Osnivanje (1963)
Afrička crnačka nacionalistička politika u Rodeziji u šezdesetim godinama dvadesetog stoljeća bila je obilježena unutarnjim rivalstvima i neslogom oko pitanja strategije. Podjele su izašle na vidjelo u travnju 1963. godine kada je Nkomo sazvao skup partijskog vodstva u Dar es Salaamu gdje je otišao nakon što je rad ZAPU-a zabranjen 1962. godine. Glavne kritike koje je Nkomo tom prilikom primio bile su usmjerene na njegovu početnu podršku južnorodezijskom ustavu iz 1961 (koju je kasnije povukao), njegova brojna i skupa putovanja po svijetu u kojima je tražio podršku za pokret oslobođenja kao i greške u nastojanjima da se u Tanganjiki oformi vlada u izgnanstvu. Prema Nknomu, on je i prije sastanka primio suglasnost za formiranje vlade u izgonstvu, ali je do dolaska ostatka političkog vodstva ZAPU-a u Da es Salaam promijenio mišljenje o toj ideji. Po prisjećanjima drugih sudionika podjela se sastojala u tome što je Nkomo želio pokret obnoviti i voditi van same Rodezije, dok su ga ostali, uključujući Enocha Dumbutshena i Ndabaningia Sitholea pritiskali na unutarnju borbu i povratak u Rodeziju. Predsjednik Tanganjike Julius Nyerere rekao je okupljenom vodstvu kako niti on niti ijedan drugi afrički šef države ili vlade ne podržava ideju vlade u izgnanstvu i kako pobjeda može biti postignuta jedino u samoj Rodeziji.
Nkomo se u Salisbury vratio 2. srpnja 1963. godine nakon čega je većina partijskog vodstva koja je ostala u Dar es Salaamu glasala da ga se ukloni sa čelnog mjesta partije ZAPU. Kao odgovor na to, Nkomo je suspendirao veći broj članova koje je označio kao pobunjenike među kojima su bili i Sithole i Robert Mugabe. U nemogućnosti da odnesu prevagu nad Nkomom, njegovi su oponenti odlučili oformiti vlastitu organizaciju. 8. srpnja 1963. godine Sithole, Herbert Chitepo, Leopold Takawira, Edgar Tekere, Henry Hamadziripi i Mukudzei Midzi okupili su se u Highfieldu u domu Enosa Nkala gdje su osnovali Afrički nacionalni savez Zimbabvea ZANU.
Kao odgovor na formiranje nove partije ZANU, Nkomo je sazvao masovni skup na međurasjon zadruzi Cold Comfort Farm u blizini Salisburyja 10. srpnja 1963. godine gdje je osnovana nova organizacija nazvana Narodno vijeće čuvara (People's Caretaker Council PCP) koje je funkcioniralo kao zamjena za zabranjeni ZAPU. Kako bi pokušao spriječiti rast nove partije ZANU Nkomo je poduzeo korake ka konsolidaciji svog položaja u širokim masama gdje je postojeću centraliziranu strukturu svoje partije zamijenio sa većim brojem manjih lokalnih pododbora. Pri raskolu ZAPU–ZANU najveći dio Nknomovih dugogodišnjih saveznika iz vremena osnivanja SRANC-a ostali su uz ZAPU dok su se mlađi nacionalistički vođe kaji su se profilirali u šezdesetim godinama u većem broju opredijelili za ZANU.
Sithole je održao prvu medijsku konferenciju nove partije 22. srpnja 1963. godine na kojoj je rekao kako će „kada partija dođe na vlast ukinuti Zakon o raspodjeli zemlje. Ukinut će rakođer i Zakon o gospodarenju zemljom i zamijeniti oba s novim zakonom o preraspodjeli”.  Uz najavu agrarne reforme, Sithole je istakao posvećenost „Povelji o pravima koja bi bila ugrađena u ustav, jamčeći prava i slobodu svakog građanina”. Sithole je rekao novinarima da je ZANU nerasistički i da će prihvatiti ljude koji dijele zajedničku sudbinu i posvećenost demokratskom upravljanju od strane većine, bez obzira na rasu, boju kože, vjeru ili pleme. Platforma ZANU-a brzo je postala popularna u medijima, te se isticala u kontrastu s ZAPU-om, koji nije javno iznosio sveobuhvatnu platformu. ZAPU je odgovorio napadom na karakter i ideološku vjerodostojnost lidera ZANU-a.
Gotovo odmah nakon raskola, u gradskim područjima diljem zemlje izbili su nasilni sukobi između pristaša suparničkih partija. Na jednom sastanku ZANU-a u kolovozu 1963. u Highfieldu, 200 pristaša trebalo je zaštitu rodezijske policije kako bi održali događaj, dok je mnoštvo pro-Nkomovih pristaša od tisuću ljudi prijetilo smrću "izdajicama", čekalo ih vani i kamenovalo automobile vođa ZANU-a, Sitholea i Nathana Shamuyarire, dok su odlazili. Nkomova podrška bila je još snažnija u afričkim četvrtima Hararea i Mufakosea. Dan nakon sastanka, Sithole je priznao pogrešnu procjenu Nkomove masovne podrške. U Bulawayi su dvije kuće bile bombardirane molotovljevim koktelima, a 17. kolovoza trojica policajaca ozlijeđena su u sukobu s gomilom Nkomovih pristaša koja je bacala kamenje. Do 14. kolovoza, i Sithole i Nkomo pozivali su na kraj nasilja putem afričkog tiska, no to nije imalo velikog učinka. Nkomo je za nasilje okrivio pristaše ZANU-a, tvrdeći da su se njegovi sljedbenici koristili samoobranom protiv skupine gladne moći koja nije uspjela pridobiti podršku javnosti. Sithole je također tvrdio da njegovi pristaše nisu bili inicijatori, rekavši da ima dobro disciplinirane dužnosnike koji mogu kontrolirati mlade.
Unatoč početnom otporu, ZANU je stekao sljedbenike, osobito snažnu podršku u istočnim okruzima oko Fort Victoria i Umtalija. U međuvremenu, ZAPU je zadržao prednost u Bulawayu i Matabelelandu te u glavnom gradu Salisburyju i oko njega. Iako vođe nijedne stranke nisu pripadali isključivo jednoj etničkoj skupini, podjela je imala i etničku komponentu, s većom podrškom ZAPU-a među Ndebeleima i ZANU-a među Shonama. U usporedbi sa ZAPU-om, ZANU se brendirao kao stranka koja zauzima konfrontacijski pristup prema vladavini bijele manjine, dok je Nkomo prikazivan kao slab, neodlučan i nedovoljno revolucionaran. Poruke ZANU-a umanjivale su važnost etničke pripadnosti kao čimbenika u podjelama unutar nacionalističkog pokreta, naglašavajući strateške i ideološke razlike. Nasuprot tome, Nkomo je u svojoj autobiografiji naveo plemenske razlike kao glavni uzrok raskola između ZAPU-a i ZANU-a."

### Rodezijski građanski rat i osnivanje Patriotskog fronta (1964–1980)
ZANU je prvi kongres održao kongres u predgrađu Mkoba u Gwelu od 21. do 23. svibnja 1964. Ndabaningi Sithole je izabran za prvog predsjednika partije, Leopold Takawira za potpredsjednika, Robert Mugabe za glavnog tajnika, Herbert Chitepo za nacionalnog predsjednika, a Enos Nkala za blagajnika. U svom predsjedničkom govoru, Sithole je rekao kako ZANU zastupa demokraciju, socijalizam, nacionalizam, pravilo jedan čovjek jedan glas, slobodu, pan-afrikanizam, nepristranost i republikanizam.
Patriotski front (PF) formiran je kao politički i vojni savez između ZAPU-a i ZANU-a tijekom rata protiv vladavine bijele manjine u Rodeziji. PF je uključivao ZAPU, kojeg je podržavao Sovjetski Savez, a vodio ga je Joshua Nkomo, te je djelovao uglavnom iz Zambije, dok je ZANU, koji je podržavala Kina, vodio Robert Mugabe i djelovao uglavnom iz susjednog Mozambika. Oba pokreta pridonijela su konačnoj pobjedi i oslobođenju zemlje svojim vojnim snagama. Vojno krilo ZAPU-a bilo je poznato kao Zimbabveanska narodna revolucionarna vojska, dok su ZANU-ovi gerilci bili poznati kao Afrička narodnoooslobodilačka vojska Zimbabvea. Cilj PF-a bio je svrgnuti vladu bijele manjine, koju je predvodio premijer Ian Smith, putem političkog pritiska i vojne sile.

### Razdoblje nakon nezavisnosti
Zajednički cilj partija u Patriotskom frontu postignut je 1980. godine, nakon potpisivanja Sporazuma iz Lancaster Housea u prosincu 1979. godine koji je omogućio tranziciju u međunarodno priznatu nezavisnost na načelu većinske crnačke vlasti nakon ponovnog kratkog uvođenja kolonijalne vlasti Ujedinjenog Kraljevstva umjesto nepriznatog rodezijskog režima. Tijekom kampanje za opće izbore 1980. godine, stranke u okviru Patriotskog fronta natjecale su se zasebno kao ZANU–PF I PF–ZAPU. Na izborima sa općim pravom glasa je uvjerljivo i dijelom neočekivano pobijedio Mugabe i ZANU–PF, dok su Nkomo i njegov PF–ZAPU zadržali uporište u pokrajinama u regiji Matabeleland. U prosincu 1981., agenti koje je poslao aparthejdski režim Južnoafričke Republike bombardirali su sjedište partije, zamalo ubivši mnoge visoke dođe ZANU–PF-a, uključujući Roberta Mugabea. U prosincu 1987., nakon pet godina građanskog rata niskog intenziteta, oporbena ZAPU, pod vodstvom Nkomea, pripojena je partiji ZANU kroz Sporazum o jedinstvu, čime je formiran suvremeni ZANU–PF.. Od 1999. do 2017. Mugabe se suočio s velikim političkim izazovom od strane oporbenog Pokreta za demokratske promjene (MDC). Mugabe je na predsjedničkim izborima 9. i 11. ožujka 2002. godine osvojio 56% glasova.
Na redovitoj petogodišnjoj konferenciji u prosincu 2004. godine Joice Mujuru, čiji je pokojni suprug Solomon Mujuru bio umirovljeni zapovjednik oružanih snaga, unaprijeđena je na poziciju potpredsjednice partije kao prva žena na toj funkciji. Parlamentarni izbori u Zimbabveu 2005. održani su 31. ožujka 2005. godine. Stranka je osvojila 59,6% glasova i 78 od 120 zastupničkih mjesta. Kasnije te godine, 26. studenoga, osvojili su 43 od 50 izabranih mjesta u senatu. Parlamentarni izbori bili su osporeni kao nepravedni. Vođa oporbenog MDC-a izjavio je: "Duboko smo uznemireni zbog prijevarnih aktivnosti koje smo otkrili", a razne organizacije za ljudska prava izvijestile su da su stotine tisuća "fiktivnih glasača" dodane na popis birača od 5,8 milijuna ljudi.
Na parlamentarnim izborima 2008. godine, ZANU–PF je prvi put od stjecanja neovisnosti izgubio većinu u parlamentu, zadržavši 94 mjesta od ukupnog proširenog broja od 210 zastupnika. Na predsjedničkim izborima 2008. godine Morgan Tsvangirai, kandidat MDC-a, dobio je najviše glasova, ali nije postigao apsolutnu većinu te je stoga sazvan i drugi krug glasanja. Početni rezultati su doveli do tvrdnji MDC-a kako su osvojili potrebnu većinu ali su glasovi ponovno prebrojavani u Nacionalnom zapovjednom centru što je trajalo više od mjesec dana bez prisutnosti neovisnih promatrača. Izborni proces bio je obilježen daljnjim nasiljem nad biračima i radnicima stranke te zastrašivanjem. Morgan Tsvangirai je isprva izjavio kako namjerava sudjelovati u drugom krugu, no kasnije se povukao, rekavši da je slobodan i pošten izbor nemoguć u trenutnoj atmosferi. Izbori su održani 27. lipnja s jednim kandidatom, Robertom Mugabeom, koji je ponovno izabran.
2008. godine brojni su komentatori okrivili ZANU–PF za zanemarivanje problema kolere koji je zahvatio Zimbabve a koji je do početka prosinca 2008. odnio između 500 i 3.000 života.
Bivši predsjednik Južnoafričke Republike Thabo Mbeki posredovao je pod pokroviteljstvom Južnoafričke razvojne zajednice u formiranju Zimbabveanske Vlade nacionalnog jedinstva između ZANU–PF-a, Pokreta za demokratske promjene – Tsvangirai i Pokreta za demokratske promjene – Mutambara.

### Razdoblje nakon smjene Mugabea
2014. godine započela je borba između potpredsjednice Joice Mujuru i ministra pravosuđa Emmersona Mnangagwe, kao i prve dame Zimbabvea Grace Mugabe oko pitanja nasljeđivanja predsjednika Roberta Mugabea. Iako predsjednik Mugabe nije imenovao nasljednika, mnogi su Joice Mujuru smatrali najizglednijom kandidatkinjom. Imala je podršku kako u politbirou, tako i među širim narodnim masama. Ministar Emmerson Mnangagwa imao je podršku manje skupine, uglavnom starijih članova sigurnosnog aparata, dijela parlamentarne grupacije ZANU–PF, mlađih članova stranke i nekih utjecajnih dijelova zimbabveanske poslovne zajednice. Bio je uz Mugabea od stjecanja neovisnosti i mnogi su ga smatrali nasljednikom koji bi mogao očuvati stabilnost nakon Mugabeova odlaska.
Mujuru je izbačena iz stranke 2015. godine. Time je započela je nova fakcijska borba za Mnangagwine frakcije (poznate kao Team Lacoste) i frakcije Grace Mugabe (poznate kao Generation 40 ili G40), koja je poprimila i nasilne oblike do 2017. godine. Emmerson Mnangagwa smijenjen je s pozicije ministra pravosuđa nakon preustroja vlade, ubrzo nakon što je javno tvrdio da je otrovan, početkom listopada 2017. godine. 15. studenoga 2017. godine vojni udar u Zimbabveu rezultirao je kućnim pritvorom predsjednika Roberta Mugabea, što je dovelo do nagađanja o tome hoće li ga naslijediti Grace Mugabe ili Emmerson Mnangagwa. Nakon puča, ZANU–PF je glasovao za smjenu Roberta Mugabea s čelne pozicije u stranci i imenovanje prognanog Emmersona Mnangagwe kao novog čelnika. Prije nego što je zimbabveanski parlament mogao glasati za opoziv Mugabea, on je 21. studenoga 2017. podnio ostavku na predsjedničku funkciju. Mnangagwa je prisegnuo kao novi predsjednik Republike Zimbabve 24. studenoga 2017. 6. rujna 2019. Robert Mugabe je preminuo u dobi od 95 godina.